# 遙か凍土のカナン
『遙か凍土のカナン』（はるかとうどのカナン）は、芝村裕吏による日本の小説。星海社FICTIONS（星海社）刊。挿絵はしずまよしのり。
橋本晴一によるコミカライズ「マージナル・オペレーション前史 遙か凍土のカナン」が『サイコミ』で2017年12月17日 より2019年7月23日まで連載された。
同作者の小説『マージナル・オペレーション』の前史とされ、主人公の姓も同じ「新田」であるが、本作では「ニッタ」、マージナル・オペレーションでは「アラタ」と読みは異なる。また両作品においては、日本政府に属するイトウさんなる変装の名人が登場している。

## あらすじ
プロローグ
1904～1905年の日露戦争において、屈指の激戦となった「黒溝台の戦い」で活躍をしたものの、負傷してしまった騎兵大尉・新田良造は、帰国後に元敵国ロシアからの不可解な叙勲を受ける。
そんな新田の元に、ロシアの大将クロパトキンからの紹介で、まだ幼く可憐なコサック公女オレーナが家出同然で来訪してくる。日露戦争でコサック騎兵を打ち破った新田に、オレーナは「自らの夫となり、ウクライナ・コサックの再興を果たしてほしい」と懇願する。
自らの贖罪のため、オレーナの望みを叶えるべく陸軍を辞めた新田だったが、日本国内務省からは「公女に協力しつつ、極東にコサック国家を建設せよ」という特殊任務が与えられる。それは、ロシアと敵対しているウクライナ・コサックを極秘裏に支援し、北海道の北西に位置する極東地域に「東ウクライナ国を建設して、日本の盾にする」という壮大な軍事計画であった。
序盤
オレーナと共に船旅でウクライナへと向かう道中、オレーナの養父である政治家ウラジミール・ナボコフの命令により、オレーナ確保のため襲撃を受ける。

## 登場人物

### 主要人物
新田良造
日本軍の騎兵大尉。郷里は秋田。
日露戦争に出兵し、黒溝台会戦で活躍するも負傷。そのまま終戦を迎える。
戦前に出会ったクロパトキンの紹介でやってきた公女、オレーナの懇願と日本国の思惑によってウクライナ・コサックの再興に手を貸すことになる。
後にシベリア共和国を建国し、初代元首となる。
オレーナ
ウクライナ・コサックの没落貴族の娘。14歳くらいの年齢で容姿端麗である。
強くて賢い男性を夫に迎えて多くの子を生むことで、自らの家と領土である「ウクライナ・コサックの再興」を望んでおり、そのために将軍クロパトキンから紹介された日本人を婿にとって、一族の血を強くしようとしていた。
フルネームは「オレーナ・オリャフロージュスカ・アポーストル」。
グレン・ゴールド
イギリス系ユダヤ人の男性。グレン・ピエール・ホワイトフィールドとも名乗る。
シンガポールで良造達と出会い、旅の供となる。ユダヤ系資本の窓口として、資金を調達する係を担っていた。
建国後も同様の役割についており、良造と共に引退。生涯独身だった。
パウロー
コサックの男性。
元は独立運動家だったが、活動に失敗。家族を人質に取られ、オフラーナとして働いていたが良造達と出会い、友となる。
建国後はコサックの顔役となっていたが、日本軍の補給線となっていたシベリア鉄道を叩くために騎兵による破壊工作を志願。
200日もの間工作を続けるも機関銃による待ち伏せを受け、戦死した。
イワン・ミハイロヴィッチ・プーチン
ロシア人で共産主義者。
建国する為の土地を求めてネルチンスクへとやってきた良造達に接触し、東にあるプーチンスクを紹介。失業者だった自分を雇うよう頼んだ。
建国後は良造をシベリア・ソヴィエトの議長として自身は実務と共産主義者達の取り纏めを担当。後に良造の後任として共和国の二代目元首となる。
ジブリール
タジキスタンのある村で、占い師として育てられた女性。
体調を崩したオレーナを助ける代わりに、妻として村から連れ出してほしいと良造に頼むが、良造を取られると恐れたオレーナによって約束は守られなかった。
後、上記の行いを後悔したオレーナの頼みで再訪した良造によって村から連れ出され、共に暮らすことになる。

### 日本
イトウさん
内務省に所属する、変装の達人。目は細く糸目ではあるが、シーンによっては目を見開くことがある。
老婆の変装で登場しているが、新田がオレーナの入浴シーンのノゾキを咎めていることや、当時は男尊女卑で女性が社会進出していないことから考えても、本作のイトウさんは「男性」と推察される。ちなみに漫画版では、老婆の格好をした際に最初のカットのみ老婆の顔で現れたが、それ以降のカットのでは男性の顔として描かれている。
本作と同じ世界観である「マージナル・オペレーション」にも、日本政府の安全保障担当として、初老女性の変装を駆使する「イトウさん」なる女性が登場する。
秋山好古
実在の人物で、当時の陸軍少将。自らも騎兵の出で、良造も少尉になった頃、彼に可愛がられていた。
内務省との何らかの取引に応じ、良造の辞表を受理せず、大陸へと送り込まれるのを黙認した。
藤子
良造とは同郷で、上京した際に同棲をしていた女性。本名は「藤」だが、当時の流行から「藤子」と呼ばれている。
良造の子供とされる赤子を連れて郷里に帰るものの、血縁である証拠がないために新田（ニッタ）姓を名乗ることが許されず、良造の伯父に当たる良平の執り成しで読みを変えて「アラタ」姓を名乗ることになる。
この赤子（新田良馬）の子孫が『マージナル・オペレーション』の主人公「アラタ・リョータ」と考えられている。
加納
陸軍中尉。良造とは同期で共にロシアへ出征していた。
家宝の刀である助広と良造の持っていた拳銃を交換し、その後戦死した。
土肥
良造の陸軍時代の部下で陸軍軍曹。日露戦争後に軍を退役し、上海で警官を務めていた。
日本の密偵でもあり、最終的には良造の下で再就職を望んだ。
藤島
陸軍中尉。熊本の出身で浅黒く焼けた肌の持ち主。
秋山兄弟と良造にロシアから叙勲があった事を伝えた。

### ロシア
アレクセイ・クロパトキン
ロシアの将軍で、実在の人物。日本軍の実力を高く評価していた。釣りが趣味で、日本でも釣りをしたとの記録がある。
本作ではその際に良造と出会い、本国へと帰った後、オレーナに彼の事を話して出会うきっかけを作った。
ロシア革命後、良造の申し出を受けて、ロシア人を相手にしない事、学校の校長になる事を条件にシベリア共和国の国防大臣へと就任。
日本軍との戦いの後、念願の教師となった。
セルゲイ・ウィッテ
元ロシア帝国首相。クロパトキンの紹介でナボコフの居場所と失脚に至るまでの長い愚痴を聞かせた。
ウラジミール・ナボコフ
ロシアの政治家。
オレーナの養父でもあり、彼女を引き取って育てたがコサックとしてではなく貴族令嬢としての振る舞いを強要していたらしく、良い印象は持たれていない。
家族で観劇に来ていた所、出奔していたオレーナと良造が挨拶の為に現れ、激高しながらも良造に娘を返すよう迫った。
同じ名前を持つ息子のウラジミールがおり、こちらはオレーナを姉として慕っていた。
ヨシフ・ジュガシヴィリ
共産主義者。銀行強盗を行ってお尋ね者となっていたが、人質となったパウローの家族を救うための助っ人としてイワンが良造に推薦した事から接点を持つことになる。
後に良造が中央アジアへと再度赴く際に同道し、息子のヤーコフを良造に預け、彼の養子とした。
独立運動中、シベリア共和国からの武器提供を受けており、ソビエト連邦成立後も友情は変わらず続いたとされる。
ヤーコフ
ヨシフの息子。紆余曲折を経て良造の養子となる。
ジブリールを母親と慕って育ち、彼女を顧みない良造に反発していく。
後にアングリカと結婚するも、第2次世界大戦で出兵し、戦死した。
マンネルヘイム
フィンランドの英雄として名高いが、作中当時はロシアの将校だった。
アジア探検の最中、中央アジアへと向かわんとする良造・ヨシフらと出会い、共にタジキスタンへと向かう。
ロシアに戻った後、騎兵銃を売り込みに来た良造にブルシーロフへの仲介を行った。
ウラジミール・グレゴリーエヴィチ・フョードロフ
銃器設計者のエリートだったが当時としてはあまりに奇抜すぎた為か全く評価されず、モスクワで良造達が行った人材募集へと応募してくる。
製鉄工場の工場長をしながら銃火器の設計者として才能を発揮し、フョードロフ式騎兵銃などを作成するが、1915年、迫撃砲の試作中に起こった工場の爆発事故で死亡。
アレクセイ・ブルシーロフ
ロシアの将軍。
マンネルヘイムの紹介で良造と出会い、フョードロフ式騎兵銃の営業を受ける。後にサラエボ事件を契機として5000丁の発注を掛けた。
ロシア革命後はクロパトキン同様、良造の申し出を受けてシベリア共和国で軍事を担当。日本軍と戦うも攻撃を命じた結果の虐殺を気に病み、現役を引退。その2年後に死去した。
ゲオルギー・サカロフ
フョードロフに見いだされて銃器設計者に転身した人物で、フョードロフの死後はその後任に当たった。
セミョーン・ブジョンヌイ
ロシアの軍人でドン地方出身のコサック。
かつてはマンネルヘイムの部下だったが、ブルシーロフに引き抜かれ旗下の伝令役として働いている。
ブルシーロフの使者として、量産された騎兵銃の不良を良造に伝え、その際の交流で同志と呼び合う仲になった。

### その他
トウゴウ
オレーナが飼っている犬。子犬の頃に、クロパトキンから贈られた。
富士号
良造の愛馬。大陸時代からの付き合いでかなりの老齢である。
日本からロシアへの長旅でよく働いたが、体調を崩してしまう。最期は苦しまぬように良造が自ら殺処分した。
死後、その名前は良造が購入したハーレーダビッドソンのバイクに付けられた。
ジニ
良造達が中央アジアで出会った赤毛の女性。指導者として村を率いている。
水事情からとある場所へと移住することになり、後に「マージナル・オペレーション」でアラタが訪れることになる。
アングリカ
良造とオレーナの娘。
ある事情からアメリカで育ち、ウェストバージニア娘と自称する。
ヤーコフと結婚し、子供を授かるも夫が戦死したことで、娘を連れてアメリカへと戻った。

## 用語
コサック
コサックは軍事組織であるが、地域組織でもあり生活共同体でもある。「ロシア帝国から逃れた民が作った国のようなもの」と説明され、オレーナの住むウクライナ・コサックもその一つ。ウクライナ・コサックは農地を求めて移民を行い、あちこちに移民をしながら独立を目指している。
シベリア共和国
作中で建国された国家。シベリアの東に位置し、プーチンスクを首都とする。初代元首はニタ・リョーゾー。1918年9月に、ロシアからシベリアと極東ロシアを切り離して日本に対する緩衝国家として誕生した（後年では国家の名称が決まった1916年6月24日が独立日とされている）。
コサックの流民、資本を出すユダヤ人、シベリアへと流刑された共産主義者等で構成されており、後にポーランド系住民も加わった。
日本軍によるシベリア出兵を防いだ後も存続し、「マージナル・オペレーション」の時代では赤い日本と呼ばれている。

## 書籍情報

### 小説
- 著：芝村裕吏、イラスト：しずまよしのり
  1. 公女将軍のお付き - 2013年11月15日発売、ISBN 978-4-06-138884-0
  2. 旅の仲間 - 2014年3月14日発売、ISBN 978-4-06-138892-5
  3. 石室の天使 - 2014年8月19日発売、ISBN 978-4-06-139902-0
  4. 未だ見ぬ楽土 - 2014年12月16日発売、ISBN 978-4-06-139908-2
  5. この国のかたち - 2015年6月16日発売、ISBN 978-4-06-139918-1
  6. さらば、愛しき姫君 - 2015年12月16日発売、ISBN 978-4-06-139932-7
  7. 旅の終わり - 2016年6月16日発売、ISBN 978-4-06-139944-0

### 漫画
第一巻は講談社より発行。サイコミのコミック販売関係の契約変更に伴い、2020年に小学館から新装版及び2巻以降が電子書籍として配信された。
- 橋本晴一（漫画）、芝村裕吏（原作）『マージナル・オペレーション 遙か凍土のカナン』講談社〈サイコミ〉、既刊1巻（続刊なし）
  1. 2019年1月23日発行（同日発売）、ISBN 978-4-06-514774-0
- 橋本晴一（漫画）、芝村裕吏（原作）『マージナル・オペレーション 遙か凍土のカナン』小学館〈サイコミ×裏少年サンデーコミックス〉、全3巻
  1. 講談社版の新装版 2020年4月30日発売、電子書籍のみ
  2. 2019年5月30日発売、電子書籍のみ
  3. 2020年6月30日発売、電子書籍のみ